# ディファイアンス郡 (オハイオ州)
ディファイアンス郡（英: Defiance County）は、アメリカ合衆国オハイオ州の北西部に位置する郡である。2010年国勢調査での人口は39,037人であり、2000年の39,500人から1.2%減少した。郡庁所在地はディファイアンス市（人口16,494人）であり、同郡で人口最大の都市でもある。
ディファイアンス郡はその全体でディファイアンス小都市圏を構成している。郡名はアメリカ陸軍の開拓史時代の砦、ディファイアンス砦に因んで名付けられており、この砦はアンソニー・ウェイン将軍がインディアンに対する開拓者の抵抗を意味するように名付けた。

## 地理
アメリカ合衆国国勢調査局に拠れば、郡域全面積は414.19平方マイル (1,072.7 km2)であり、このうち陸地411.46平方マイル (1,065.7 km2)、水域は2.73平方マイル (7.1 km2)で水域率は0.66%である。

### 隣接する郡
- ウィリアムズ郡 - 北
- ヘンリー郡 - 東
- パットナム郡 - 南東
- ポールディング郡 - 南
- アレン郡 (インディアナ州) - 南西
- デカルブ郡 (インディアナ州) - 西

## 人口動態
以下は2000年の国勢調査による人口統計データである。
| 基礎データ - 人口: 39,500人 - 世帯数: 15,138 世帯 - 家族数: 11,020 家族 - 人口密度: 37人/km2（96人/mi2） - 住居数: 16,040軒 - 住居密度: 15軒/km2（39軒/mi2） 人種別人口構成 - 白人: 92.59% - アフリカン・アメリカン: 1.75% - ネイティブ・アメリカン: 0.26% - アジア人: 0.36% - 太平洋諸島系: 0.02% - その他の人種: 3.59% - 混血: 1.43% - ヒスパニック・ラテン系: 7.23% 先祖による構成 - ドイツ系：45.6% - アメリカ人：13.5% - アイルランド系：6.8% - イギリス系：5.1% | 年齢別人口構成 - 18歳未満: 26.5% - 18-24歳: 9.2% - 25-44歳: 27.4% - 45-64歳: 23.9% - 65歳以上: 12.9% - 年齢の中央値: 36歳 - 性比（女性100人あたり男性の人口） - 総人口: 97.3 - 18歳以上: 94.9 世帯と家族（対世帯数） - 18歳未満の子供がいる: 34.3% - 結婚・同居している夫婦: 58.9% - 未婚・離婚・死別女性が世帯主: 9.6% - 非家族世帯: 27.2% - 単身世帯: 23.0% - 65歳以上の老人1人暮らし: 9.5% - 平均構成人数 - 世帯: 2.57人 - 家族: 3.02人 収入と家計 - 収入の中央値 - 世帯: 44,938米ドル - 家族: 50,876米ドル - 性別 - 男性: 37,936米ドル - 女性: 23,530米ドル - 人口1人あたり収入: 19,667米ドル - 貧困線以下 - 対人口: 5.6% - 対家族数: 4.5% - 18歳未満: 6.4% - 65歳以上: 5.3% |

## 政治
アメリカ合衆国大統領の選挙で二大政党への支持率の振れを調査すると、ディファイアンス郡の1980年から2004年の結果は非常に良く全国集計値に近かった。2004年の場合はその差が0.05％だった。1980年では2.1％、1984年では0.03％、1988年では0.6％、1992年では0.04％、1996年では0.4％、2000年では4.6％と微少な差に留まっていた。
2008年は、ディファイアンス郡の結果は共和党ジョン・マケインに54％に支持を与え、これは大きく外れた。

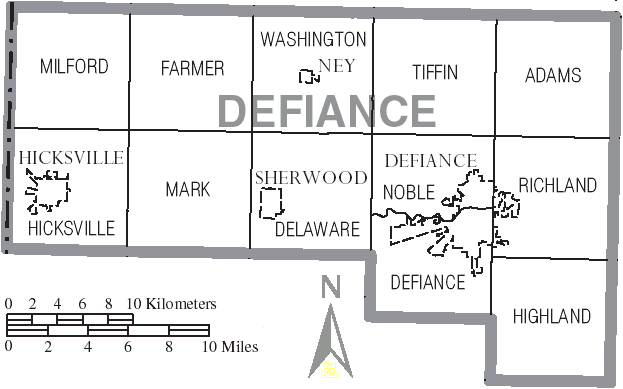
ディファイアンス郡図

## 郡区
ディファイアンス郡は下記12の郡区に分割されている。
| - アダムズ - ディファイアンス - デラウェア - ファーマー | - ヒックスビル - ハイランド - マーク - ミルフォード | - ノーブル - リッチランド - ティフィン - ワシントン |

## 都市と町
- ディファイアンス - 郡庁所在地

### 村
- ヒックスビル
- ナイ
- シャーウッド

### 未編入の町
| - アッシュウッド - エアーズビル - ブルナーズバーグ - エバンズポート - ファーマー - インディペンデンス | - ジュウェル - マークセンター - モーツ - ローズデール - シックスコーナーズ - ザ・ベンド |